# イ・ドンフィ
イ・ドンフィ（朝: 이 동휘、1985年7月22日 - ）は、韓国の俳優。カンパニオン所属。ソウル芸術大学演劇科卒業。身長179cm。体重68kg。

## 出演

### 映画
- サウスバウンド（2013年） - カフェ会員1 役
- 監視者たち（2013年） - オウム 役
- 夜の女王（朝鮮語版）（2013年） - 男性社員1 役
- マルティニークからの祈り（2013年） - クァンシク 役
- 青春礼賛（朝鮮語版）（2014年） - スヨン 役
- 泣く男（2014年） - EVエンジニア 役
- タチャ 神の手（朝鮮語版）（2014年） - チャリ 役
- ファッションキング（朝鮮語版）（2014年） - コンビの男2 役
- ベテラン（2015年） - ユン・ホンリョル 役
- ビューティー・インサイド（2015年） - サンベク 役[3]
- 花、香る歌（2015年） - ソン・チルソン 役[4]
- Light My Fire（2015年）
- お嬢さん（2016年） - クガイ 役[5]
- LUCK-KEY ラッキー（2016年） - ミンソク 役[5] ※特別出演
- コンフィデンシャル/共助（2017年） - パク・ミョンホ 役
- 善惡の刃（2017年） - モ・チャンファン 役[6]
- ワンライン 5人の詐欺師たち（朝鮮語版）（2018年） - ソン次長 役[7]
- ブラザー（2017年） - チュボン 役[8]
- グクド劇場（2018年） - 主演：ギテ 役[9]
- エクストリーム・ジョブ（2019年） - キム・ヨンホ刑事 役[10]
- 幼い依頼人（2019年） - 主演：ジュンヨプ 役[11]
- EXIT イグジット（2019年） - チュンネジョン警察1 役 ※特別出演
- 入国審査（2019年） - テス 役 ※短編映画
- ニューイヤー・ブルース（朝鮮語版）（2021年） - ヨンチャン 役
- UNFRAMED/アンフレームド（2021年） - スンミン 役
- もしかしたら僕たちは別れたかも知れない（2023年） - ジュノ 役[12]
- 憑依（2023年） - インベ 役[13]
- 犯罪都市 PUNISHMENT（2024年） - チャン・ドンチョル 役[14]

### テレビドラマ
- 朝鮮ガンマン（2014年6月25日 - 9月4日、KBS 2TV） - ハン・ジョンフン 役[15]
- 離婚弁護士は恋愛中（朝鮮語版）（2015年4月18日 - 6月14日、SBS） - イ・ギョン 役[1]
- 恋のスケッチ〜応答せよ1988〜（2015年11月6日 - 2016年1月16日、tvN） - リュ・ドンリョン 役[16]
- アントラージュ 〜スターの華麗なる人生〜（2016年11月4日 - 12月24日、tvN） - カメ 役[17]
- 真っ赤な先生（2016年9月25日、KBS） - 主演：キム・テナム 役
- 自己発光オフィス（朝鮮語版）（2017年3月15日 - 5月4日、MBC） - 主演：ト・ギテク 役[18]
- ペガサスマーケット（朝鮮語版）（2019年9月20日 - 12月6日、tvN） - 主演：ムン・ソッグ 役[19]
- シネマティックドラマ SF8（2020年8月14日 - 10月9日、MBC） - 主演：チョン・ガラム 役 ※第2話「Manxin」
- グリッチ -青い閃光の記憶-（2022年10月7日、Netflix） - イ・シグク 役
- カジノ（2022年12月21日 - 2023年1月25日、Disney+） - ヤン・ジョンパル 役[20]
- カジノ シーズン2（2023年2月15日 - 3月22日、Disney+） - ヤン・ジョンパル 役[21]
- 捜査班長 1958（2024年4月19日 - 5月18日、MBC） - キム・サンスン 役

### CM
- LG Uプラス「loT アットホーム」（2015年）
- 起亜自動車「K5ディーゼル」（2015年）
- 韓国投資証券「BANKIS」（2015年 - 2017年）
- LG Uプラス「ビズスカイプ」（2015年 - 2016年）
- ペリカナ「ペリカナチキン」（2015年 - 2016年）
- CLIO「ペリペラ」（2016年）
- 韓国P&G「ジレット」（2016年）
- RUTC語学院（2016年）
- 広東製薬「広東ホトゲ茶」（2016年）
- 龍角散クール（2016年 - 2017年）
- パンコートインデックス「パンコート」（2017年）
- ロッテリカー「Kloud」（2017年）
- Apple「Apple Watch Series 7」(2021年)

### ミュージック・ビデオ
- 이별톡(2018)
- 취미(2021)
- 네가 아는 너(2021)
- 오늘도 맑음(2021)

## 音楽活動

### single
네가 아는 너(Are you there)(2021)

## 受賞歴
- 第8回スタイル・アイコン・アジア・アワード - Awesome Swagger賞（2016年）[22]
- 大韓民国青少年映画祭 - 青少年選定人気映画人 新人俳優賞（2016年）
- KBS演技大賞 - 連作ミニシリーズ賞（2016年、『真っ赤な先生』）[23]
- 第6回韓国映画俳優協会 スターの夜授賞式 - ミニシリーズ部門 男性優秀演技賞（2017年、『ブラザー』）[24]